# آرتور یدیگاریان
آرتور گقامی یدیگاریان (به ارمنی: Արթուր Գեղամի Եդիգարյանը) (متولد ۲۶ ژوئن ۱۹۸۷ در ایروان)، بازیکن فوتبال در پست هافبک اهل ارمنستان می‌باشد. او هم‌اکنون برای تیم باشگاهی آلاشکرت بازی می‌کند.

## باشگاهی
این بازیکن سابقه بازی در تیم‌های باشگاهی پیونیک، پاس همدان، بانانتس، خیمکی، اوورلا اوژهورود، باشگاه فوتبال کایرات، دینامو مینسک وآلاشکرت را نیز در کارنامه دارد.

## تیم ملی
وی همچنین در زیر ۱۷ سال ارمنستان، زیر ۱۹ سال ارمنستان، زیر ۲۱ سال ارمنستان، تیم ملی فوتبال ارمنستان و تیم ملی فوتبال ارمنستان غربی بازی کرده‌است. یدیگاریان نخستین بازی ملی خود را در تورنمنت بین‌المللی مالت (MIT-12) در تاریخ ۴ فوریه ۲۰۰۸ در آتارد در مقابل بلاروس انجام داده‌است.

## افتخارات

### باشگاهی
پیونیک ایروان
- لیگ برتر فوتبال ارمنستان (۴): ۲۰۰۶, ۲۰۰۷, ۲۰۰۸, ۲۰۰۹
- جام استقلال ارمنستان (۱): جام استقلال ارمنستان (۲۰۰۹)
- جام استقلال ارمنستان نایب قهرمان (۱): ۲۰۰۶
- سوپر جام فوتبال ارمنستان (۲): ۲۰۰۷، ۲۰۰۸
- سوپر جام فوتبال ارمنستان نایب قهرمان (۲): ۲۰۰۶، ۲۰۰۹

غیرت
- جام حذفی فوتبال قزاقستان (۱): ۲۰۱۴

آلاشکرت
- لیگ برتر فوتبال ارمنستان (۱): ۲۰۱۵–۱۶

## زندگی خصوصی
برادر کوچکتر آرتور، آرداک یدیگاریان نیز عضو تیم ملی فوتبال ارمنستان می‌باشد. پدر آرتور و آرداک نیز بازیکن فوتبال اتحاد شوروی بود.